# بنزانثرون
البنزانثرون (BZA) (بالإنجليزية: Benzanthrone)‏ هو عبارة عن مشتق هيدروكربوني عطري حيث يستخدم كصبغة وسيطة للصبغات القائمة على الأنثراكينون. ويتصف مظهرها بأنه مسحوق يتراوح لونه ما بين الأصفر الفاتح والأخضر البني وتصل نقطة الانصهار الخاصة بهذا المركب إلى 170 ° م. وهو غير قابل للذوبان في الماء ولكنه يذوب في الكحول. ويعتبر هذا المركب أيضاً مادة أساسية ذات خصائص فلورية مضيئة. ويمكن أن يتم استخدامها للحساسية الضوئية وكمادة ناقلة للشحنة. وتستخدم أيضاً في صناعة الألعاب النارية بشكل أساسي كإحدى مكونات التركيبات الكبيرة ذات الأدخنة الخضراء والصفراء، حيث غالباً ما تستخدم جنباً إلى جنب مع الصبغة الصفراء المضافة الرابعة، وتتمثل مواصفاته العسكرية المحددة من قبل الولايات المتحدة في : MIL-D-50074D [1]
ويكون رقم المفوضية الأوروبية الخاص به هو 201-393-3. وقد أفادت التقارير أن هذا المركب يسبب الحكة وإحساس بالحرقان للبشرة المعرضة له، هذا بالإضافة إلى احمرار والتهاب الجلد وتصبغ البشرة. [2]

## وصلات خارجية
- National Pollutant Inventory - Polycyclic Aromatic Hydrocarbon Fact Sheet